# Fonte glaciaire de la sierra Nevada de Santa Marta

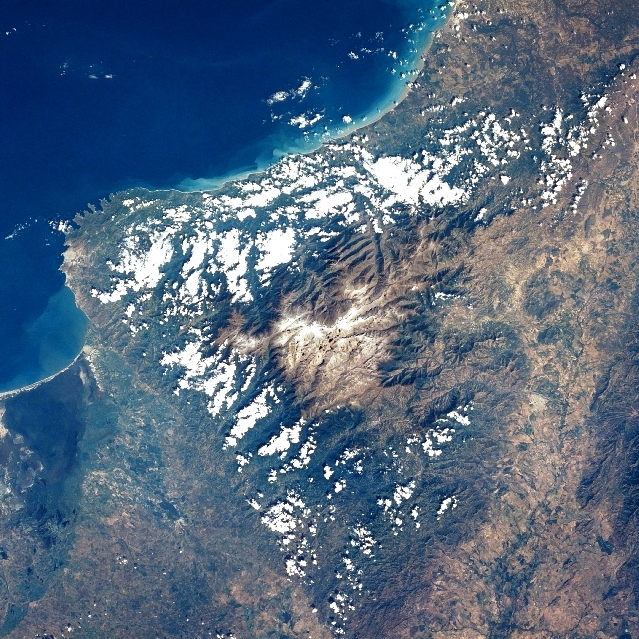
La sierra Nevada de Santa Marta, vue depuis l'espace.

La fonte glaciaire de la sierra Nevada de Santa Marta est la fonte des glaciers de la sierra Nevada de Santa Marta (département de Magdalena, Colombie). Cette fonte est importante au cours des dernières décennies, et principalement attribuée au changement climatique. Les glaciers situés dans la zone équatoriale sont considérés comme d'excellents indicateurs de ce changement en raison de leur sensibilité à l'augmentation thermique de l'atmosphère due à l'accumulation des gaz à effet de serre. Ce phénomène a fait l'objet de plusieurs études, y compris l'analyse de l'imagerie satellitaire, afin d'évaluer l'ampleur de la fonte des glaciers.

## Analyse satellitaire
Une étude publiée en 2022 par l'unité technologique de Santander a exploité des images satellites de la série Landsat, qui sont utilisées depuis 1972 pour obtenir des observations détaillées et de haute qualité de la surface de la terre. Il s'agit d'images multispectrales qui capturent des informations dans différentes longueurs d'onde du spectre électromagnétique, notamment dans le visible, le proche infrarouge et le thermique[Quoi ?], ce qui en fait un outil puissant pour l'analyse de l'environnement. Il est ainsi possible de suivre l'évolution des écosystèmes et des phénomènes associés au changement climatique, comme le recul des glaciers dans des régions telles que la Sierra Nevada de Santa Marta. Des images ont été collectées pour les années 1990, 2000, 2010 et 2020, puis un système d'information géographique a été utilisé pour classer et calculer l'étendue de la couverture neigeuse, en cherchant à déterminer les zones de glace pour chaque période et donc à évaluer le recul glaciaire.

## Évolution du glacier
- 1990 : 17.07 km²
- 2000: 14.83 km²
- 2010: 8.20 km²
- 2016: 7.10 km²
- 2017: 6.54 km²
- 2019: 6.22 km²
- 2020: 5.81 km²

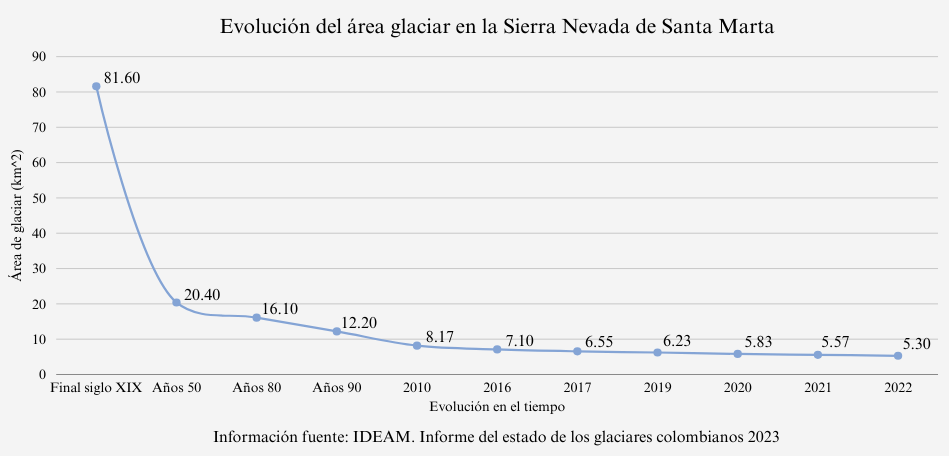
Évolution du zone glacier dans la Sierra Nevada de Santa Marta

Les résultats révèlent une diminution significative de l'étendue de la glace dans la Sierra Nevada de Santa Marta, entre 1990 et 2020, il y a eu une perte en 30 ans d'environ 60% de la surface, ce qui indique un processus de fonte accéléré.  Les changements dans la couverture glaciaire ont des répercussions sur les sources d'eau situées le long de ses bassins versants, comme ceux du Guatapurí et du Palomino  affectant des zones situées à des dizaines de kilomètres de distance, notamment les écosystèmes et les communautés environnantes.

## Études du changement climatique complémentaires
L'Académie colombienne des sciences exactes, physiques et naturelles, analyse les tendances de la seconde moitié du XXe siècle et des scénarios possibles pour le XXIe siècle sur la base de l'analyse statistique RClimdex, qui est un logiciel permettant de calculer des données météorologiques extrêmes, tels que le nombre de jours d'été, le gel, les températures extrêmes. Elle rappelle que les glaciers qui se trouvent dans les structures volcaniques, comme la Sierra Nevada de Santa Marta, sont ceux qui subsistent en raison de leur altitude et de leurs caractéristiques topographiques. La présence de pics volcaniques favorisent l'existence de neige et de glace sur les sommets, les pics aigus et les vallées profondes permettant l'accumulation de neige dans ces zones élevées. Elle confirme également la diminution des gelées et l'augmentation thermique de 0,1° à 0,2° par décennie. Ces projections permettent d'anticiper les impacts sur les glaciers, l'agriculture et la disponibilité de l'eau dans le pays. Enfin, l'étude souligne la nécessité de mettre en place des mesures de surveillance et de conservation des glaciers colombiens, car ces changements pourraient conduire à leur disparition dans les prochaines décennies. 